# منطقه ۹۲ (قطر)
منطقه ۹۲ یک منطقهٔ مسکونی در قطر است که در الوکره (شهرداری) واقع شده‌است. منطقه ۹۲ ۱۳۳٫۲ کیلومتر مربع مساحت و ۳۷٬۵۴۸ نفر جمعیت دارد.